# Friedrich Spee

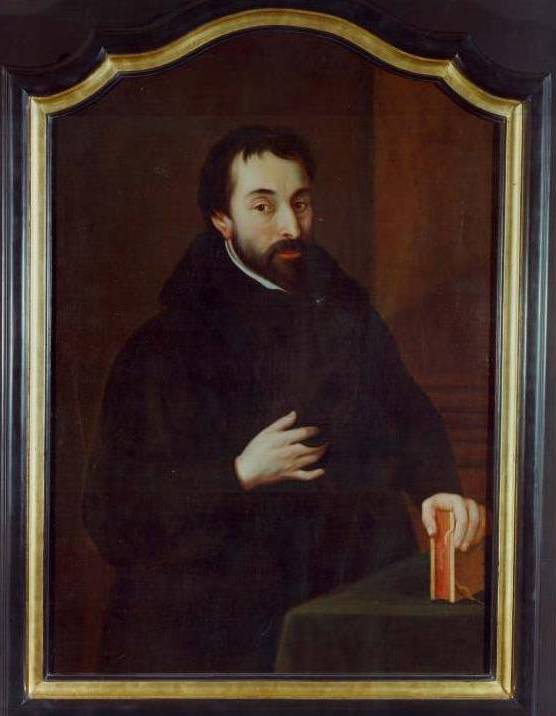
Contemporain portret

Friedrich Spee (ook Friedrich Spee von Langenfeld; Kaiserswerth, 25 februari 1591 – Trier, 7 augustus 1635) was een Duitse jezuïetenpriester, professor en dichter, vooral bekend als een fel tegenstander van heksenprocessen en een insider die schreef vanuit het epicentrum van de Europese heksenfobie. Spee was fel tegen het gebruik van marteling en verzamelde als ooggetuige een boek vol details over de wreedheid en onbetrouwbaarheid ervan. Hij schreef: "Marteling heeft de macht om heksen te creëren waar er geen bestaan."

## Leven
Spee werd geboren in Kaiserswerth am Rhein. Na zijn vroege opleiding in Keulen te hebben afgerond, trad hij in 1610 toe tot de Sociëteit van Jezus en zette hij zich uitgebreid in voor studies en activiteiten als leraar in Trier, Fulda, Würzburg, Speyer, Worms en Mainz, waar hij in 1622 tot priester werd gewijd. In 1624 werd hij professor aan de Universiteit van Paderborn. Vanaf 1626 doceerde hij in Speyer, Wesel, Trier en Keulen, en preekte hij in Paderborn, Keulen en Hildesheim.
In 1629 werd in Peine een aanslag gepleegd op Spee. Hij hervatte zijn activiteiten als hoogleraar en priester in Paderborn en later in Keulen, en verhuisde in 1633 naar Trier. Tijdens de bestorming van de stad door de keizerlijke troepen in maart 1635 (tijdens de Dertigjarige Oorlog) onderscheidde hij zich in de zorg voor de lijdenden, en stierf kort daarna aan een pestinfectie die hij had opgelopen tijdens de verzorging van gewonde soldaten in een ziekenhuis. Zijn naam wordt vaak ten onrechte aangehaald als "Friedrich von Spee".

## Publicaties
Spee's literaire activiteit beperkte zich grotendeels tot de laatste jaren van zijn leven, waarvan de details relatief onbekend zijn. Twee van zijn werken werden pas na zijn dood gepubliceerd: Goldenes Tugendbuch (Gouden Boek der Deugden), een devotieboek dat Leibniz hoog in het vaandel had staan, en Trutznachtigall (De Nachtegaal overtreffend), een verzameling van vijftig tot zestig religieuze liederen, die een prominente plaats innemen onder de religieuze liederen van de 17e eeuw en tot op heden herhaaldelijk zijn gedrukt en bijgewerkt.

### Cautio Criminalis
Zijn belangrijkste werk Cautio Criminalis is een hartstochtelijk pleidooi namens degenen die van hekserij worden beschuldigd. Het boek werd voor het eerst anoniem gedrukt in 1631 in Rinteln en toegeschreven aan een "onbekende Romeinse theoloog [Incerto Theologo Romano]." Het is gebaseerd op zijn eigen ervaringen in de tijd en plaats (langs de Rijn) waar enkele van de meest intense en fatale heksenjachten plaatsvonden, met name de heksenprocessen van Würzburg, waarbij Spee aanwezig was. Spee was als jezuïetenbiechtvader aanwezig bij martelingen en executies.
"Als de lezer mij toestaat hier iets over te zeggen, moet ik bekennen dat ik zelf in de loop der jaren verschillende vrouwen naar hun dood heb begeleid op verschillende plaatsen en ik ben nu zo zeker van hun onschuld dat ik vind dat er geen moeite meer nodig is om te proberen deze waarheid te onthullen."
Spee werd naar verluidt tot dit besef gebracht door de hertog van Brunswijk, die Spee en een andere beroemde jezuïetengeleerde uitnodigde om toezicht te houden op de voortzetting van de marteling van een bekende heks. De jezuïeten hadden de kwestie eerder zorgvuldig bestudeerd en 'tegen de hertog gezegd: "De inquisiteurs doen hun plicht. Ze arresteren alleen mensen die betrokken zijn bij de bekentenis van andere heksen." De hertog leidde de jezuïeten vervolgens naar een vrouw die op de pijnbank lag en vroeg haar: "U bent een bekende heks. Ik verdenk deze twee mannen ervan tovenaars te zijn. Wat zegt u? Nog een draai aan de pijnbank, beulen." "Nee, nee!" schreeuwde de vrouw. "Je hebt volkomen gelijk. Ik heb vaak gezien... Ze kunnen zichzelf veranderen in geiten, wolven en andere dieren. ... Verschillende heksen hebben er kinderen mee gekregen. ... De kinderen hadden koppen als padden en poten als spinnen." De hertog vroeg vervolgens aan de jezuïeten. "Zal ik jullie martelen totdat jullie bekennen, mijn vrienden?" Spee dankte God dat hij tot dit inzicht was gebracht door een vriend, niet door een vijand.
Spee schreef in directe tegenspraak met veel van de bekendste heksenjagers van zijn tijd en, net als die werken en de meeste andere in de demonologische lijn die teruggaat tot de 15e eeuw, schreef Spee ook in het Latijn.
"Ik verklaar uit de grond van mijn hart dat ik lange tijd niet heb geweten welk vertrouwen ik kon stellen in die auteurs, (Nicolas) Remy, Binsfeld, Del Rio en anderen... aangezien vrijwel al hun leringen over heksen gebaseerd zijn op niets anders dan fabels of door marteling verkregen bekentenissen."
Spees Cautio Criminalis, toegeschreven aan een "onbekende Romeinse theoloog"
Spee pleitte voor hervormingsmaatregelen, zoals een nieuwe Duitse keizerlijke wet over dit onderwerp, en aansprakelijkheid voor schadevergoeding van de rechters. Cautio Criminalis bevat 51 "twijfels" [dubiorum] die Spee besprak en zorgvuldig deconstrueerde. Tot zijn meest opmerkelijke conclusies behoorden:
- (Dubium 17) Dat de beschuldigde een advocaat en een juridische verdediging moest krijgen, de enormiteit van de misdaad maakte dit des te belangrijker.
- (Dubium 20) Dat de meeste gevangenen onder marteling alles zullen bekennen om de pijn te stoppen.
- (Dubium 25) Het veroordelen van de beschuldigde omdat hij onder marteling niet heeft bekent (d.w.z. gebruik heeft gemaakt van de zogenaamde "toverij van het zwijgen") is absurd.
- (Dubium 27) Dat marteling geen waarheid voortbrengt, aangezien degenen die hun eigen lijden willen stoppen, dat met leugens kunnen doen.
- (Dubium 31) Documenteert de barbaarse wreedheid en seksuele aanrandingen van vrouwen, veroorzaakt door de praktijk van het fouilleren en volledig scheren [tonderi] van elk lichaamsdeel van de gevangene vóór de eerste martelsessie.
- (Dubium 44) Dat beschuldigingen tegen vermeende medeplichtigen, voortkomend uit marteling, weinig waarde hadden: ofwel was de gemartelde persoon onschuldig, in welk geval ze geen medeplichtigen had, ofwel werkte ze in werkelijkheid samen met de duivel, in welk geval haar aanklachten evenmin betrouwbaar waren.

Spee maakte zich met name zorgen over gevallen waarin iemand werd gemarteld en gedwongen medeplichtigen aan te geven (te beschuldigen), die vervolgens werden gemarteld en gedwongen nog meer medeplichtigen aan te geven, totdat iedereen onder verdenking stond:
"Veel mensen die de inquisitie zo fel tegen tovenaars in hun steden en dorpen ophitsen, zijn zich er helemaal niet van bewust en merken of voorzien niet dat zodra ze om marteling beginnen te roepen, elke gemartelde persoon er nog een aantal moet aangeven. De processen zullen doorgaan, dus uiteindelijk zullen de aanklachten onvermijdelijk hen en hun families bereiken, want, zoals ik hierboven al waarschuwde, zal er geen einde komen totdat iedereen verbrand is." (Dubium 15)

## Nalatenschap
Cautio Criminalis hielp een einde te maken aan de heksenjacht. De morele impact van de publicatie was aanzienlijk. Al in de 17e eeuw verschenen er een aantal nieuwe edities en vertalingen. Onder de leden van Spee's jezuïetenorde werd zijn verhandeling gunstig ontvangen.
Philipp van Limborch was een Nederlandse protestant, maar zijn invloedrijke Geschiedenis van de Inquisitie (1692) verwijst positief naar het werk van de jezuïet Spee. Limborch had nauwe banden met de Engelsman John Locke, aangezien beiden zich inzetten voor religieuze tolerantie.

## Hymnen
Spee schreef de teksten en melodieën van tientallen hymnen en is nog steeds de meest geciteerde auteur in Duitse katholieke hymneboeken. Hoewel hij tijdens zijn leven een anonieme hymnist was, wordt hij tegenwoordig gecrediteerd voor verschillende populaire werken, waaronder het adventslied "O Heiland, reiß die Himmel auf", de kerstliederen "Vom Himmel hoch, o Engel, kommt" en "Zu Bethlehem geboren", en het paaslied "Lasst uns erfreuen", dat veel wordt gebruikt in combinatie met de 20e-eeuwse Engelse teksten "Ye Watchers and Ye Holy Ones" en "All Creatures of Our God and King".